# Hesthesis vesparius
Hesthesis vesparius är en skalbaggsart som beskrevs av Francis Polkinghorne Pascoe 1863. Hesthesis vesparius ingår i släktet Hesthesis och familjen långhorningar. Inga underarter finns listade i Catalogue of Life.